# فيصل المطيري (لاعب كرة قدم مواليد 1996)
فيصل سعد المطيري،لاعب كرة قدم سعودي يلعب حالياً في نادي النجمة.

## مسيرة اللاعب
مثل نادي الزلفي ونادي طويق ونادي النجمة.